# 松本滋 (宗教学者)
松本 滋（まつもと しげる、1933年 - 2010年3月19日）は、日本の宗教学者、聖心女子大学名誉教授。

## 経歴
1933年、東京生まれ。祖父の代からの天理教の信者であった。1955年、東京大学宗教学科を卒業。1962年、ハーヴァード大学大学院に留学して学び、1967年に博士号を取得した。帰国後は天理大学専任講師となる。1969年、聖心女子大学助教授に着任。のち教授に昇進。2004年に聖心女子大学を定年退任し、名誉教授となった。
学外では、天理教谿郷分教会長を務めた。

## 著書
- 宗教心理学 東京大学出版会、1979.6.
- 本居宣長の思想と心理 アイデンティティー探求の軌跡 東京大学出版会、1981.9.
- 天理教の信仰と思想 1 (人間の元なるもの) 天理教道友社、1983.4.
- 天理教の信仰と思想 2 (これからの人間の生き方) 天理教道友社、1983.7.
- 天理教の信仰と思想 3 (陽気ぐらしへの道) 天理教道友社、1983.10.
- 神へ近づく道 天理教道友社、1987.10.
- 父性的宗教母性的宗教 東京大学出版会、1987.1. UP選書
- 心を育てる 善本社、1991.5.
- たましいの物語としての「元の理」 天理やまと文化会議、1991.7. 教養ブックス
- おつとめの心 善本社、1993.12.
- 真の幸福とは何か 善本社、1993.10.
- 「かしもの・かりもの」の心 善本社、1997.1.
- 成人の心 善本社、2003.10.　[2]

### 論文
- 松本/東京大学助手 (p.99 執筆者紹介)「本居宣長の遺言について：「遺言書」にあらわれた宣長の思想と心理」『宗教研究』193号（41巻2輯）、日本宗教学会、1967年12月、1-21頁。
- 松本/聖心女子大学助教授（比較文化・宗教学）「二つの生死観－宣長・篤胤に見る人間の生死への構え」『聖心女子大学論叢』第43巻、聖心女子大学、1974年6月15日、45-67頁。
- 松本/聖心女子大学教授（比較文化論）「本居宣長における政治と宗教－「上」･「下」関係の型をめぐって」『聖心女子大学論叢』第51巻、聖心女子大学、1978年6月15日、63-79頁。
- 「「経験科学」としての宗教学の功罪：天理教学との関連において」『東京大学宗教学年報．別冊』第4巻、東京大学文学部宗教学研究室、1987年1月20日、3-5頁、doi:10.15083/00030337。
- 松本/聖心女子大学教授（宗教学）「本居宣長と中山みき－比較思想的考察の試み」『聖心女子大学論叢』第88巻、聖心女子大学、1997年1月25日、59-89頁。

### エッセイ
- 「ある不思議な事：芹沢光治良氏の死をめぐって」『東京大学宗教学年報．別冊』第12巻、東京大学文学部宗教学研究室、1995年3月31日、4-5頁、doi:10.15083/00030298。
- 「「三人の父」：学問と信仰の間(はざま)で」『東京大学宗教学年報．別冊』第20巻、東京大学文学部宗教学研究室、2003年3月31日、4-16頁、doi:10.15083/00030276。
- 「エッセイ 死の重み、生の重み」（PDF一部のみ pp.25-27）『現代宗教』、国際宗教研究所、2004年、25-39頁。

### 翻訳
- L.W.グレンステッド 著、小口偉一・松本滋 訳『宗教の心理学』社会思想研究会出版部〈社会思想選書〉、1961年。 NCID BN07502942。
- ロバート・N.ベラー 著、松本滋・中川徹子 訳『破られた契約 : アメリカ宗教思想の伝統と試練』未來社、1983年。 NCID BN01256231。／新装版 未來社 1998年。ISBN 978-4624100377

## 参考
- 宮田元「松本滋学兄をお偲びして」『東京大学宗教学年報．別冊』第28巻、東京大学文学部宗教学研究室、2011年3月、4-5頁、doi:10.15083/00030248、NAID 120003405977。